# Бійцівський клуб (роман)
«Бійці́вський клуб» (англ. Fight Club) — дебютний роман американського автора Чака Поланіка, опублікований у США в 1996 році видавництвом W. W. Norton і в Україні у 2007 році видавництвом «Фоліо» в перекладі Іллі Стронґовського. Сюжет розгортається навколо безіменного героя, який бореться із своїм наростаючим дискомфортом через консюмеризм і зміни по відношенню до чоловічої статі у американській культурі. Намагаючись подолати це, він створює підпільний бійцівський клуб як радикальну форму психотерапії.
У 1999 році режисер Девід Фінчер екранізував роман в однойменному фільмі з Бредом Піттом і Едвардом Нортоном у головних ролях. Стрічка стала культовою, незважаючи на більш низькі, ніж очікувалося, результати бокс-офісу. Вихід фільму посприяв популярності роману і самому Поланіку. На цій хвилі роман став мішенню численних критиків, переважно через свої точні описи насильства.
У 2015—2016 роках вийшло продовження роману у вигляді графічного роману під назвою Бійцівський клуб 2.

## Історія

### Історія створення
До написання роману Паланіка надихнула бійка, в якій він брав участь під час поїздки в літній табір. Хоча у нього були забої та синці, його колеги воліли не питати, що з ним сталося в поїздці. Саме їх небажання знати, що трапилося, надихнуло письменника на написання роману «Бійцівський клуб».
Паланік спочатку намагався видати роман «Невидимки», але видавець не погодився опублікувати його, порахувавши занадто обурливим. Тому письменник сконцентрувався на написанні «Бійцівського клубу», намагаючись зробити його ще більш обурливим на зло видавцеві. Спочатку «Бійцівський клуб» був виданий у вигляді розповіді на сім сторінок у збірнику «Pursuit of Happiness», але Паланік розширив його до повноцінного роману (в якому оригінальна коротка розповідь стала шостою главою)

«Бійцівський клуб» перевидано в 1999 та 2004 роках. Останній випуск містив вступ автора про концепцію популярності роману та фільму, де автор заявляє: 
… книжкові магазини були заповнені такими книгами як «Клуб радості та удачі», «Божественні таємниці сестричок Я-Я» та «Клаптева ковдра». Всі ці романи представили соціальну модель для жінок. Але не було романів, які представили б нову соціальну модель для чоловіків.

Пізніше він пояснив: 
В дійсності те, що я написав, було просто трохи оновленим романом «Великий Гетсбі». Це був «апостольський» роман — де виживає апостол та розповідає історію свого героя. Є два чоловіки та жінка. І один чоловік, герой, гине від кулі.

### Культурний вплив
Критика добре сприйняла видання «Бійцівського клубу» в твердій палітурці. У підсумку книгою зацікавилися кінематографісти. 1999 року сценаристи Джим Улс, Огаст Олсен та співпродюсери Конор Стрейт та Аарон Керрі об'єдналися з режисером Девідом Фінчером щоб зняти однойменний фільм. Картина провалилася в кінопрокаті, але набула культового статусу після видання на DVD, в результаті чого паперове видання роману в твердій палітурці стало колекційним екземпляром.
У різних інтерв'ю на запитання фанатів, де розташований реальний бійцівський клуб, Паланік наполягав, що в реальності подібної організації не існувало. Однак, він чув про реальні бійцівські клуби, які існували до виходу роману. У передмові до наступного видання роману автор говорив про ту шкоду, якої завдав суспільству твір «Бійцівський клуб». Так, у книзі «Дивніше за вигадку: правдиві історії», Паланік писав, як один молодий чоловік розповів письменнику, що йому сподобалося, коли в романі офіціанти псують їжу відвідувачів. «Маргарет Тетчер покуштувала мою сперму» — сказав він Паланіку. Проект «Розгориться» (Project Mayhem) частково заснований на організації Cacophony Society, членом якої письменник був ще до початку письменницької кар'єри; деякі події, які відбувалися з Паланіком, коли він входив до організації, знайшли відображення в романі.
Культурний вплив «Бійцівського клубу» виражається в тому, що організації американських підлітків та комп'ютерників створили власні бійцівські клуби. Такі описані в романі злі жарти як псування їжі в ресторані були повторені шанувальниками Паланіка в реальному житті, про що письменник написав у своєму есе «Мавпячі звички», яке пізніше увійшло до збірки «фантастичність вимислу». Інші прихильники навпаки були натхненні на просуспільну діяльність; вони розповіли Паланіку, що після прочитання роману вирішили повернутися в коледж. 2004 року «Бійцівський клуб» був поставлений на театральній сцені у вигляді мюзиклу зусиллями Паланіка, Фінчера та Трента Резнор. Драматичну версію написав Ділан Йетс, а поставили її в містах Сієтл та Шарлотт (Північна Кароліна).

## Продовження
На фестивалі San Diego Comic-Con International-2013 Поланік оголосив про роботу над продовженням «Бійцівського клубу» у вигляді серійного графічного роману. Поланік заявив: «Швидше за все, це буде серія випусків, в якій буде розказано історію, що трапиться через 10 років після удаваної смерті Тайлера Дердена. Тепер Тайлер розповідає історію, ховаючись в Оповідачі, та готується до повернення. Джек не звертає уваги. Марлі нудно. Їх любовний човен розбивається об рифи міщанської туги середнього віку. Тільки тоді, коли їх маленький хлопчик зникає, викрадений Тайлером, Оповідачеві доводиться повернутися в колишній світ хаосу». Починаючи з 27 травня 2015 року Dark Horse Comics почне опубліковувати роман у 10 випусках, написаних Поланіком та намальованих Кемероном Стюартом. Художник Девід В. Мек, який є приятелем Поланіка, проілюструє обкладинки серії.

## Переклади українською
У 2007 році роман вперше вийшов в українському перекладі Іллі Стронґовського у видавництві Фоліо.
- Чак Палагнюк. Бійцівський клуб. Переклад з англійської: Ілля Стронґовський. Харків: Фоліо, 2007. 317 стор. ISBN 978-966-03-3921-7
- Чак Поланік. Бійцівський клуб. Переклад з англійської: Олег Лесько. Харків: КСД, 2016. 254 стор. ISBN 978-617-12-0849-0